# توجل
توجل هي قرية في مقاطعة سردشت، إيران. عدد سكان هذه القرية هو 243 في سنة 2006.